# Паскаль, Евгений Францевич
Евгений Францевич Паскаль (также Эжен Паскаль, 1791— после 1864, по другим данным, умер в 1861 году) — российский архитектор. Известен как автор проекта ворот Александровского сада в Москве и его высокой ограды со стороны площади Революции.

## Биография
Получил художественное образование в Парижской Академии художеств, учился у Персье и Фонтена. 
Поступил на службу в России в 1820 году. Служил в Комиссии по сооружению храма Христа Спасителя в Москве (1820—1822).
Затем на основании положения Комитета Министров от 4 июля 1822 года вместе с академиком Кёлером был послан в Крым для отыскания и принятия мер к сохранению памятников древности. Подал в конференцию Академии наук несколько докладов о необходимости восстановления памятников архитектуры в Крыму.
С 27 сентября 1823 года по 1 января 1827 года Паскаль состоял при Комитете гидравлических работ в Петербурге, а потом со 2 ноября 1827 года каменных дел мастером и с 26 августа 1828 года рисовальщиком в Комиссии по постройке Исаакиевского собора. 6 июля 1833 года за проект театра Паскаль был признан «назначенным в академики», после чего выставил на академической выставке проект церкви в русском стиле, а 21 сентября 1835 года получил звание академика за проект здания для публичной выставки произведений промышленности в столице. После этого он построил четыре дома для генерала Адама и три дома для полковника Брюна и в 1841 году представил на конкурс проект церкви на поле Полтавской битвы. В 1843 году Паскаль был уволен от службы, а в 1847 году ему было назначено исполнить на звание профессора архитектуры проект греко-российской церкви. Умер в 1860-х годах, дальнейших сведений о нём не имеется.
Известные постройки Е. Ф. Паскаля в Санкт-Петербурге:
- Дом Е. А. Брюн. Декабристов ул., 49 (1840—1841)[6]
- Доходный дом Е. А. Брюн. Декабристов ул., 51 (1841)[7]
- Особняк Е. А. Брюн. Почтамтская ул., 19 (1841)[8]
- Доходный дом Е. А. Брюн[9] (перестройка). Декабристов ул., 51 — Английский проспект, 26 (1841)[4].